# Jacques Huwiler
Jacques Huwiler, né le 27 mai 1944 à Fribourg et mort à Alès le 14 octobre 2009, est un journaliste et producteur de télévision suisse.

## Éléments de biographie
Jacques Huwiler fait des études de droit et de lettres à l'université de Fribourg et de Genève, puis il entre en 1970 en tant que stagiaire à la Radio suisse internationale connue désormais sous le nom de Swissinfo, avant d’en devenir un reporter officiel de 1972 à 1974.
En 1974, il entre au département de l’information de la Télévision suisse romande et s’implique dans des émissions telles que « Affaires publiques », « Un jour, une heure » et « Le nez dans les étoiles ». 
Il se fait connaître de 1978 à 1984 avec l’émission « La course autour du monde », créée par Jacques Antoine et organisée par les médias francophones Antenne 2, RTL, Radio-Canada et la TSR, dans laquelle il sélectionne et parraine les candidats suisses.
Par la suite, Jacques Huwiler anime « Jeux sans frontières » avec Georges Kleinmann, « Sport club », émission sportive. Il participe également à des magazines tels que « Table ouverte », « Tell Quel », « Télescope », « Magellan », mais aussi à « Rue des souvenirs », « Zig-zag café », « Viva », « Les Couche - Tôt », émission enfantine, « Signes », émission pour les malentendants.
Entre 1990 et 1991 il présente « Racines », émission religieuse sur la TSR où il reçoit un certain nombre de célébrités. Il réalise ensuite des reportages sur les palaces suisses dans « À la belle étoile ». Il organise en 1997 une grande émission anniversaire pour « La course autour du monde ». En février 2000, il succède à Anne Carrard à la présentation du magazine de musique populaire « De Si De La ». 
Jacques Huwiler prend sa retraite en septembre 2004 et s’installe près d’Alès, au pied des Cévennes (France) où il meurt le 14 octobre 2009, à l’âge de 65 ans,,.

## Télévision
Jacques Huwiler a participé à un certain nombre d’émission et magazines télévisés :
- La course autour du monde
- Table ouverte
- Tell Quel
- Télescope
- Magellan
- Rue des souvenirs
- Zig-zag café
- Viva
- Les Couche-Tôt (émission enfantine)
- Signes (émission pour les malentendants)
- Affaires publiques
- Un jour, une heure
- Le Nez dans les Étoiles
- À la belle étoile

Il a également animé un certain nombre d’entre eux :
- Racines (émission religieuse)
- Jeux sans frontières
- Sport Club (émission sportive)
- De Si De La (émission de musique)